# Schouweiler
Schouweiler (luxembourgeois : Schuller) est une section de la commune luxembourgeoise de Dippach située dans le canton de Capellen. En 2005, le village comptait 1 071 habitants. C'est le centre administratif de la commune de Dippach.